# Марквард II фон Золмс
Марквард II фон Золмс (на немски: Marquard II von Solms; † 1272/1280) е граф на Золмс в Золмс-Бургзолмс (днес част от град Золмс).
Той е вторият син на граф Хайнрих I фон Золмс († 1260) и дъщерята на Райнболд фон Изенбург.
Около 1250 г. графството Золмс се разделя на териториите Золмс-Бургзолмс (до 1416), Золмс-Кьонигсберг (до 1363) и Золмс-Браунфелс. Около 1280 г. замъкът Браунфелс става жилище на графовете на Золмс. Брат му Хайнрих II фон Золмс
става граф в Браунфелс. Марквард II става граф в Золмс-Бургзолмс.

## Фамилия
Марквард II се жени пр. 1255 г. за Агнес фон Спонхайм († 1287), дъщеря на граф Йохан I фон Спонхайм-Щаркенбург († 1266) и Елизабет Аделхайд фон Марк. Те имат децата:
- Хайнрих III фон Золмс († 1314), граф на Золмс, женен пр. 1300 г. за Лиза фон Изенбург-Лимбург († сл. 1328)
- Херман I фон Золмс († сл. 1332), каноник в Кобленц
- Кунигунда фон Золмс († 1344), омъжена ок. 1296 г. за граф Дитрих III (IV) фон Изенбург-Кемпених (* ок. 1285; † 1323/25), син на Герхард I фон Изенбург-Кемпених
- Аделхайд фон Золмс († 1319), монахиня във Филих 1319